# Socing
Socing (Ingsoc in lingua originale) è la traduzione in Neolingua di "socialismo inglese" (English Socialism in lingua originale), l'ideologia dominante dello stato immaginario di Oceania, uno dei tre paesi in cui è diviso il mondo nel romanzo di George Orwell 1984. Coloro che aderiscono alla dottrina del Socing devono credere senza riserve a tre slogan: la guerra è pace, la libertà è schiavitù, l'ignoranza è forza (in inglese: war is peace, freedom is slavery, ignorance is strength)

## La Teoria

### La guerra è pace
Questo metodo viene trovato negli sforzi bellici, i quali richiedono ingenti risorse produttive che vengono sottratte così alla produzione. Tutte e tre le superpotenze di 1984 utilizzano quindi la guerra come sfogo della produzione, ma anche come sicurezza di isolamento. Infatti l'odio per il nemico che l'ideologia infonde non permette ai cittadini di avere alcun contatto con quelli delle altre due superpotenze e quindi di poter fare confronti sui tipi di società in cui vivono. Le tre società, pressoché identiche, non possono sopravvivere senza la guerra perenne che quindi non potrà mai vedere un vincitore in quanto essa è necessaria. Per questo i tre contendenti sono sempre in stallo e, per assurdo, otterrebbero il medesimo risultato con la pace.

### La libertà è schiavitù
La schiavitù, secondo il Socing, è libertà; questo paradosso viene spiegato nel senso che l'uomo libero è sempre condannato alla sconfitta e alla morte. Solo quando si sottomette all'entità collettiva ed eterna del Partito può divenire onnipotente ed immortale. Come ogni concetto espresso dal Partito, esso è soggetto a inversione di bipensiero, ovvero può divenire il suo contrario sia in senso logico che grammaticale, con un'inversione dei termini: "la schiavitù è libertà".

### L'ignoranza è forza
Da sempre sono esistiti tre tipi di persone: gli Alti, Medi e Bassi. Tutte le rivoluzioni che hanno cambiato le società sono state guidate da una classe scontenta (Medi) che, dopo avere preso coscienza di sé, ha guidato la rivolta facendosi paladina dell'uguaglianza agli occhi del popolo (Bassi), per poi prendere e mantenere il potere con la forza sconfessando questi ideali (un esempio è la borghesia durante la Rivoluzione francese). In questo ciclo continuo per i Bassi ogni mutamento storico non ha fatto che apportare un cambiamento per quanto riguarda il nome dei loro padroni. Le ascese al potere si ripropongono costantemente ed uguali nelle linee essenziali; prima o poi gli Alti perderanno infatti il loro potere: che siano sconfitti dall'esterno o che governino in modo tanto inefficiente da spingere alla rivolta. Lo scopo del Partito è quello di riuscire a preservare la loro posizione preminente, per attuare ciò è necessario privare le classi subordinate di un'istruzione formale, di influenzare ed imbottire le loro menti così da impedire loro di prendere coscienza della propria forza.